# Katie Edith Gliddon
Katie Edith Gliddon (6 mai 1883 - 1er septembre 1967) est une aquarelliste et suffragette britannique. Elle est membre de la Women's Social and Political Union (WSPU} pour laquelle elle fait campagne pour laquelle elle est emprisonnée à la prison de Holloway en 1912. Spécialisée dans la peinture de fleurs, dans ses dernières années, elle est professeure de peinture et de dessin. 

## Premières années

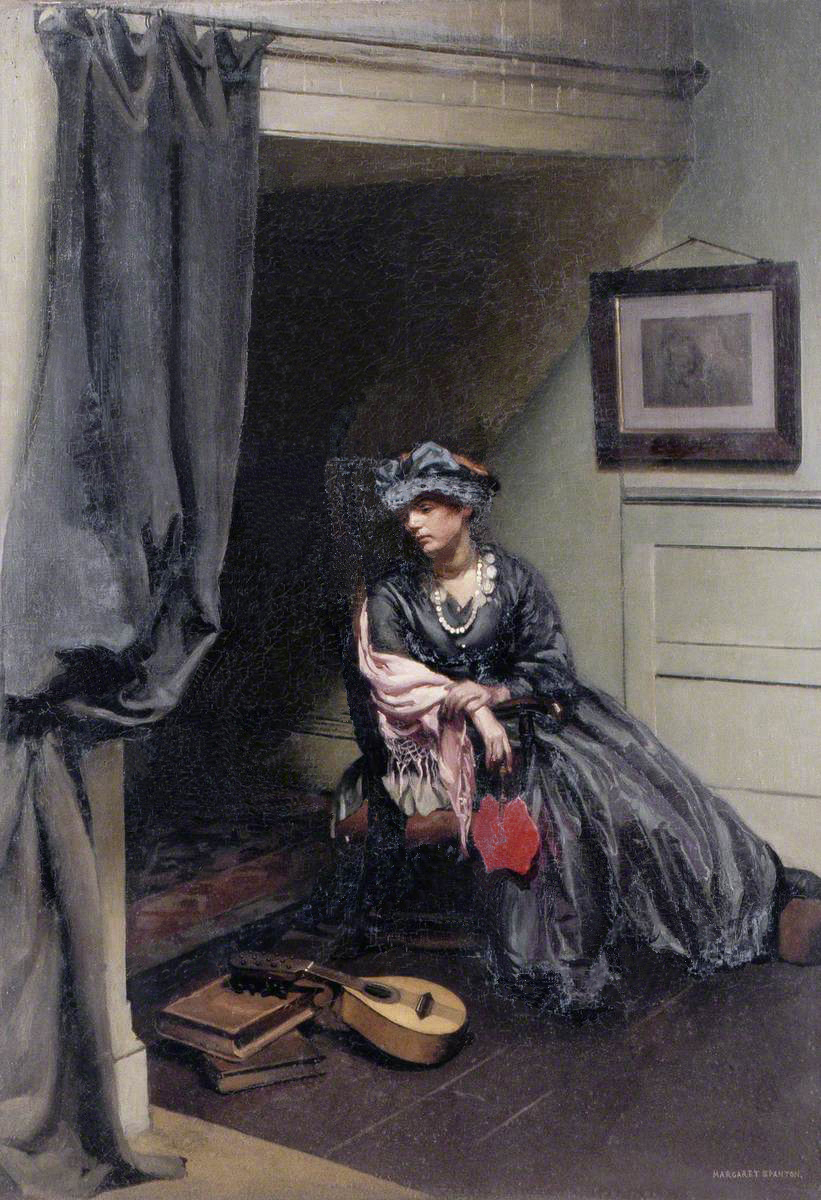
Katie Gliddon est le modèle de In an Alcove (1902) de sa parente et compagne suffragette.

Gliddon est née à Twickenham dans le Middlesex en 1883, fille de Margaret Martha née Lelean (1860-1941) et Aurelius James Louis Gliddon (1857-1929), pasteur de l'United Reformed Church (1882-1884) et homéopathe. Le recensement de 1911 le classe comme marchand général et courtier d'investissement et Katie Edith comme artiste, comme elle a étudié à la Slade School of Fine Art de 1900 à 1904 sous la direction de Frederick Brown et Henry Tonks. Sa sœur cadette Gladys Evelyn Gliddon (1886-1969) est également inscrite comme artiste. Son jeune frère, le lieutenant Maurice Gliddon MC (1892-1917) est tué au combat pendant la Première Guerre mondiale,.

## Activités militantes

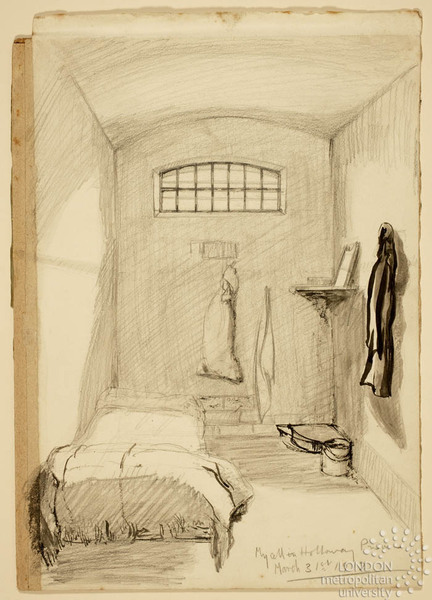
La cellule de prison de Katie Gliddon dans la prison de Holloway - dessinée par elle en 1912 dans son exemplaire de The Poetical Works of Percy Bysshe Shelley.

Gliddon rejoint la branche de Croydon de la Women's Social and Political Union (WSPU) vers 1910, à peu près au même moment où son frère Cuthbert Paul Gliddon agit comme organisateur de la Men's League for Women's Suffrage. Il fait campagne sous le nom de « Charles Gray » pour préserver ses parents tandis qu'elle-même utilise le pseudonyme de « Catherine Susan Gray », pour la même raison. En 1911, elle publie des articles sur le droit de vote des femmes dans plusieurs journaux. La société Davis & Langdale, basée à New York, répertorie une peinture à l'encre et au pinceau intitulée Gliddon de l'artiste Walter Sickert vers 1912, qui dépeint presque certainement Katie Gliddon car elle connaissait la sœur de Sickert, Helena Swanwick, qui était également militante pour le suffrage féminin. De plus, Gliddon et Sickert étaient tous deux membres du New English Art Club. 
En mars 1912, dans le cadre de sa participation à la campagne de bris de vitres de la WSPU, elle brise la fenêtre du bureau de poste de Wimpole Street et est arrêtée et condamnée à deux mois de prison avec travaux forcés à la prison de Holloway, peine qu'elle purge en mars et avril 1912. S'attendant à être emprisonnée pour ses actions, Gliddon a cousu des crayons dans le col de son manteau et les a utilisés pour écrire et illustrer un journal intime de la prison en marge de son exemplaire des Œuvres poétiques de Percy Bysshe Shelley Dans son journal, elle évoque le sort de jeunes femmes emprisonnées, non pour leurs activités militantes, mais parce qu'elles sont prostituées. La peine de travaux forcés de Gliddon est la couture et elle écrit dans son journal de prison qu'elle a délibérément mal cousu. Elle ne participe pas aux grèves de la faim des suffragettes.

## Dernières années
Après la Première Guerre mondiale, Gliddon devient une aquarelliste à succès, spécialisée dans la peinture de fleurs, exposant à la Royal Academy of Arts, au New English Art Club, à la Society of Women Artists et à la Royal Society of Painters in Water Colors, entre autres galeries,. En 1927, elle illustre le French Poetry for Children par Archibald Watson Bain. En 1939, elle vit à Woking, dans le Surrey, où elle travaille comme professeure de dessin.  
Après une carrière de professeur d'art, elle prend sa retraite au 10 Southey Road à Worthing dans le Sussex de l'Ouest, ville où elle meurt en 1967 à l'âge de 84 ans. Elle est amie et parente de la suffragette Helen Margaret Spanton (en). Elle ne s'est jamais mariée. Ses papiers, dessins et son journal intime de prison sont donnés par ses neveux à la Women's Library.
En 2019, le musée de Croydon a organisé une exposition pour commémorer sa vie et son lien avec la ville.